# Chloroclystis subtrita
Chloroclystis subtrita är en fjärilsart som beskrevs av Walker 1866. Chloroclystis subtrita ingår i släktet Chloroclystis och familjen mätare. Inga underarter finns listade i Catalogue of Life.